# Lancer du javelot féminin aux championnats du monde d'athlétisme 2019
Pour un article plus général, voir Championnats du monde d'athlétisme 2019.
Navigation
Londres 2017 Eugene 2021
L'épreuve du lancer du javelot féminin des championnats du monde de 2019 se déroule les 30 septembre et 1er octobre 2019 dans le Khalifa International Stadium, au Qatar. 

## Critères de qualification
Pour se qualifier pour les championnats, il faut avoir réalisé 61,50 m ou plus entre le 7 septembre 2018 et le 6 septembre 2019.

## Records et performances

### Records
| Record du monde                                                | Barbora Špotáková   | République tchèque | 72,28 m | Stuttgart, Allemagne  | 13 septembre 2008 |
| Record des championnats                                        | Olisdeilys Menéndez | Cuba               | 71,70 m | Helsinki, Finlande    | 14 août 2005      |
| Record d'Afrique                                               | Sunette Viljoen     | Afrique du Sud     | 69,35 m | New York, États-Unis  | 9 juin 2012       |
| Record d'Asie                                                  | Lü Huihui           | Chine              | 67,98 m | Shenyang, Chine       | 2 août 2019       |
| Record d'Europe                                                | Barbora Špotáková   | République tchèque | 72,28 m | Stuttgart, Allemagne  | 13 septembre 2008 |
| Record d'Amérique du Nord, d'Amérique centrale et des Caraïbes | Olisdeilys Menéndez | Cuba               | 71,70 m | Helsinki, Finlande    | 14 août 2005      |
| Record d'Amérique du Sud                                       | Flor Ruíz           | Colombie           | 63,84 m | Cali, Colombie        | 25 juin 2016      |
| Record d'Océanie                                               | Kathryn Mitchell    | Australie          | 68,92 m | Gold Coast, Australie | 11 avril 2018     |

### Meilleures performances de l'année 2019
Les dix athlètes à avoir lancé le plus loin avant les championnats sont les suivantes 
| 1  | Lü Huihui            | Chine              | 67,98 m | Shenyang   | 2 août 2019      |
| 2  | Kelsey-Lee Barber    | Australie          | 67,70 m | Lucerne    | 9 juillet 2019   |
| 3  | Nikola Ogrodníková   | République tchèque | 67,40 m | Offenbourg | 26 mai 2019      |
| 4  | Tatsiana Khaladovich | Biélorussie        | 67,22 m | Minsk      | 28 juin 2019     |
| 5  | Christin Hussong     | Allemagne          | 66,59 m | Lausanne   | 5 juillet 2019   |
| 6  | Sara Kolak           | Croatie            | 66,42 m | Zagreb     | 3 septembre 2019 |
| 7  | Kara Winger          | États-Unis         | 64,92 m | Lima       | 9 août 2019      |
| 8  | Līna Mūze            | Lettonie           | 64,87 m | Shanghai   | 18 mai 2019      |
| 9  | Eda Tuğsuz           | Turquie            | 64,83 m | Šamorín    | 9 mars 2019      |
| 10 | Haruka Kitaguchi     | Japon              | 64,36 m | Osaka      | 6 mai 2019       |

## Médaillées
| Or                | Argent      | Bronze    |
| Kelsey-Lee Barber | Liu Shiying | Lü Huihui |

## Résultats

### Finale
La finale se déroule le 1er octobre 2019.
| Rang               | Athlète              | Pays               | Essais | Essais | Essais | Essais | Essais | Essais | Marque | Notes |
| Rang               | Athlète              | Pays               | 1      | 2      | 3      | 4      | 5      | 6      | Marque | Notes |
| ------------------ | -------------------- | ------------------ | ------ | ------ | ------ | ------ | ------ | ------ | ------ | ----- |
| Médaille d'or      | Kelsey-Lee Barber    | Australie          | 62.95  | 61.40  | 58.34  | 60.90  | 63.65  | 66.56  | 66.56  |       |
| Médaille d'argent  | Liu Shiying          | Chine              | 64.81  | 62.61  | 64.82  | 61.82  | 65.88  | 65.75  | 65.88  | SB    |
| Médaille de bronze | Lü Huihui            | Chine              | 64.93  | 65.06  | 65.00  | 62.31  | 65.49  | 62.61  | 65.49  |       |
| 4                  | Christin Hussong     | Allemagne          | 60.58  | 65.05  | 60.26  | 60.84  | 62.25  | 65.21  | 65.21  |       |
| 5                  | Kara Winger          | États-Unis         | 57.96  | 61.77  | 62.88  | x      | 63.23  | 62.40  | 63.23  |       |
| 6                  | Tatsiana Khaladovich | Biélorussie        | x      | 60.84  | 62.54  | 62.23  | 60.51  | 61.98  | 62.54  |       |
| 7                  | Sara Kolak           | Croatie            | 58.22  | 62.22  | 60.93  | 57.09  | 62.28  | 56.21  | 62.28  |       |
| 8                  | Annu Rani            | Inde               | 59.25  | 61.12  | 60.20  | 60.40  | 58.49  | 57.93  | 61.12  |       |
| 9                  | Barbora Špotáková    | République tchèque | x      | 59.52  | 59.87  |        |        |        | 59.87  |       |
| 10                 | Martina Ratej        | Slovénie           | 58.98  | 57.22  | 57.32  |        |        |        | 58.98  |       |
| 11                 | Nikola Ogrodníková   | République tchèque | x      | 56.01  | 57.24  |        |        |        | 57.24  |       |
| 12                 | Irena Šediva         | République tchèque | 55.73  | x      | 55.86  |        |        |        | 55.86  |       |

### Qualifications
| Rang | Groupe | Athlète               | Nationalité    | Essais | Essais | Essais | Marque | Notes |
| Rang | Groupe | Athlète               | Nationalité    | 1      | 2      | 3      | Marque | Notes |
| ---- | ------ | --------------------- | -------------- | ------ | ------ | ------ | ------ | ----- |
| 1    | B      | Lü Huihui             | Chine          | 62.90  | 67.27  |        | 67.27  | Q     |
| 2    | B      | Christin Hussong      | Allemagne      | 65.29  |        |        | 65.29  | Q     |
| 3    | A      | Liu Shiying           | Chine          | 62.35  | 63.48  | 61.56  | 63.48  | q     |
| 4    | A      | Martina Ratej         | Slovénie       | 60.78  | 62.87  | -      | 62.87  | q     |
| 5    | A      | Annu Rani             | Inde           | 57.05  | 62.43  | 60.50  | 62.43  | q, NR |
| 6    | B      | Barbora Špotáková     | Tchéquie       | x      | 58.27  | 62.15  | 62.15  | q     |
| 7    | B      | Kara Winger           | États-Unis     | 60.56  | 61.51  | 62.13  | 62.13  | q     |
| 8    | B      | Tatsiana Khaladovich  | Biélorussie    | x      | 61.74  | x      | 61.74  | q     |
| 9    | A      | Nikola Ogrodníková    | Tchéquie       | x      | 50.95  | 61.17  | 61.17  | q     |
| 10   | A      | Kelsey-Lee Barber     | Australie      | 61.08  | 58.95  | 58.20  | 61.08  | q     |
| 11   | A      | Sara Kolak            | Croatie        | 60.03  | x      | 60.99  | 60.99  | q     |
| 12   | B      | Irena Šedivá          | Tchéquie       | 55.51  | 60.90  | x      | 60.90  | q     |
| 13   | A      | Haruka Kitaguchi      | Japon          | 57.34  | 60.84  | 60.54  | 60.84  |       |
| 14   | B      | Alexie Alaïs          | France         | 57.37  | 60.46  | 56.83  | 60.46  |       |
| 15   | A      | Ariana Ince           | États-Unis     | 60.44  | x      | 58.08  | 60.44  |       |
| 16   | A      | Elizabeth Gleadle     | Canada         | 57.35  | 59.22  | 60.17  | 60.17  |       |
| 17   | B      | Sunette Viljoen       | Afrique du Sud | 60.10  | 56.56  | 55.57  | 60.10  |       |
| 18   | A      | Madara Palameika      | Lettonie       | 59.95  | x      | x      | 59.95  |       |
| 19   | B      | Su Lingdan            | Chine          | 58.56  | 53.73  | x      | 58.56  |       |
| 20   | A      | Eda Tuğsuz            | Turquie        | 56.98  | x      | 58.28  | 58.28  |       |
| 21   | A      | Annika Marie Fuchs    | Allemagne      | 57.10  | 58.16  | 56.74  | 58.16  |       |
| 22   | B      | Maria Andrejczyk      | Pologne        | 57.68  | 55.39  | 56.28  | 57.68  |       |
| 23   | B      | Liveta Jasiūnaitė     | Lituanie       | 56.90  | 55.15  | 55.97  | 56.90  |       |
| 24   | A      | Anete Kociņa          | Lettonie       | x      | x      | 56.70  | 56.70  |       |
| 25   | B      | Réka Szilágyi         | Hongrie        | 54.37  | 53.94  | 56.26  | 56.26  |       |
| 26   | B      | Hanna Hatsko-Fedusova | Ukraine        | 54.79  | 55.84  | x      | 55.84  |       |
| 27   | B      | Lina Muze             | Lettonie       | 55.66' | x      | 55.11  | 55.66  |       |
| 28   | A      | Laila Ferrer de Silva | Brésil         | 55.44  | 52.03  | 55.49  | 55.49  |       |
| 29   | B      | Yuka Sato             | Japon          | 51.88  | x      | 55.03  | 55.03  |       |
| 30   | A      | Yu Yuzhen             | Chine          | 53.38  | 49.26  | 48.11  | 48.11' |       |
| 31   | A      | Victoria Hudson       | Autriche       | 52.51  | x      | x      | 52.51  |       |

## Légende
Records et Performances
- AR : Record continental (area record)
- CR : Record des championnats (championship record)
- MR : Record du meeting (meet record)
- NR : Record national (national record)
- OR : Record olympique (olympic record)
- PR : Record paralympique (paralympic record)
- PB : Record personnel (personal best)
- SB : Meilleure performance personnelle de la saison (season's best)
- WL : Meilleure performance mondiale de l'année (world leader)
- WJR : Record du monde junior (world junior record)
- WR : Record du monde (world record)

Circonstances et Conditions
- DNF : N'a pas terminé (did not finish)
- DNS : N'a pas pris le départ (did not start)
- DQ : Disqualification (disqualification)
- NM : Aucun essai valable enregistré (No Mark)
- Q : Qualifié « directement » au prochain tour (ou à la prochaine compétition), lors d'une compétition majeure, grâce au classement ou à la réalisation des minima (automatic qualifier)
- q : Qualifié au prochain tour (ou à la prochaine compétition), lors d'une compétition majeure, grâce au repêchage ou à la réalisation de l'une des meilleures performances parmi celles des « non qualifiés directement » (grâce au meilleur temps ou à la meilleure distance par exemple) (secondary qualifier)